# Григор'єв Оверкій Кир'янович
Ове́ркій Кир'я́нович Григо́р'єв (20 жовтня 1942, село Сірвіди, тепер Утенського району, Литва) — радянський діяч, залізничник, машиніст тепловоза локомотивного депо Даугавпілс Прибалтійської залізниці. Член ЦК КПРС у 1990—1991 роках.

## Життєпис
У 1960 році закінчив Даугавпілський технікум залізничного транспорту.
У 1960—1961 роках — технік паровозного депо Рига Латвійської РСР. У 1961—1962 роках — технік паровозного депо Даугавпілс Латвійської РСР.
З 1962 по 1965 рік служив у Радянській армії.
Член КПРС з 1965 року.
У 1965—1970 роках — помічник машиніста, в 1970—1983 роках — машиніст, машиніст-інструктор тепловоза локомотивного депо Даугавпілс Прибалтійської залізниці.
У 1983—1984 роках — машиніст тепловоза відділення тимчасової експлуатації Байкало-Амурської магістралі в селищі Февральське Селемджинського району Амурської області РРФСР.
З 1984 року — машиніст тепловоза локомотивного депо Даугавпілс Прибалтійської залізниці.
Подальша доля невідома.